# Ole Stavad
Ole Stavad, né le 1er juin 1949 à Saltum Sogn (Danemark), est un homme politique danois membre de la Sociaux-démocrates, ancien ministre et ancien député au Parlement (le Folketing) entre 1980 et 2007.

## Biographie
Il est président du Conseil nordique en 2006.